# Stemmadenia brasiliensis
Stemmadenia brasiliensis là một loài thực vật có hoa trong họ La bố ma. Loài này được Leeuwenb. miêu tả khoa học đầu tiên năm 1994.